# 龍潭 (那霸市)

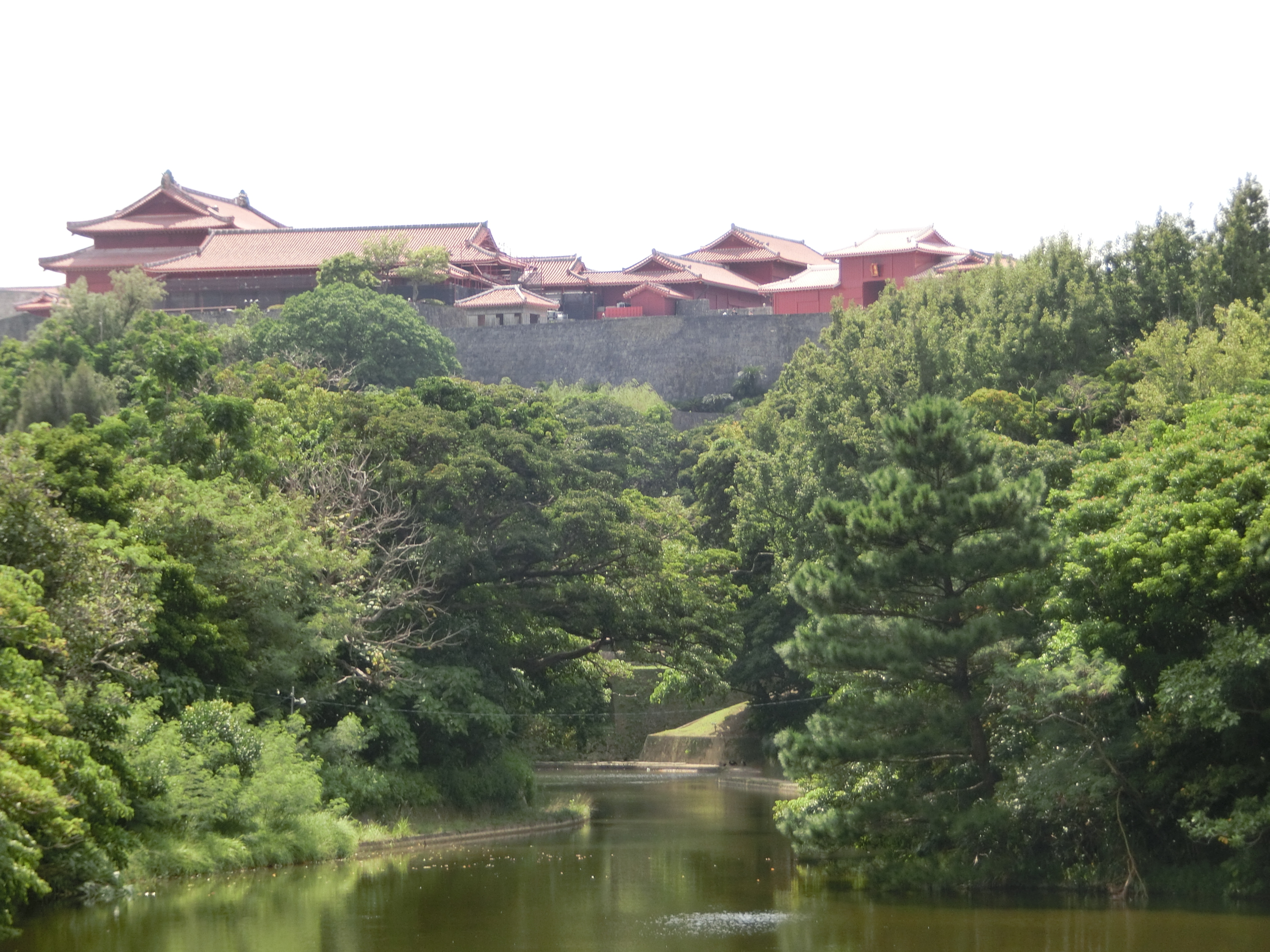
龍潭與首里城

龍潭是沖繩縣那霸市的一個巨大的水池（人工湖），又稱「魚小堀」（イユグムイ）。
1425年，明朝冊封使柴山來到琉球，冊封尚巴志為王。柴山勸尚巴志王在首里城的北面建造一個中國式庭園。尚巴志接受了柴山的建議，派遣攝政懷機前往明朝，對中國各地庭園進行考察，歸國後，於1427年開始動土挖掘，建成了龍潭。
根據1427年豎立的《安國山樹華木之記碑》記載，龍潭周圍種著從各國來的美麗花卉，池中游著各種魚兒，水面倒映著首里城的景象，是琉球第一勝地。懷機將挖掘龍潭的土堆在龍潭的西岸，建成了一座人工山——安國山。此後每當冊封使來臨之際，琉球國王都要與冊封使乘坐龍舟同遊龍潭，在龍舟上宴請冊封使。